# Link
|  | Aquest article tracta sobre el personatge de The Legend of Zelda. Vegeu-ne altres significats a «Link (desambiguació)». |

Link (リンク, Rinku), és un personatge de ficció protagonista de la saga de videojocs The Legend of Zelda, de Nintendo. Fou creat per Shigeru Miyamoto i aparegué per primer cop el 1986, com un heroi èpic que lluitava contra el mal. Link s'ha convertit en un dels personatges insígnia de Nintendo, juntament amb els coprotagonistes de la saga: la Princesa Zelda i el malvat Ganondorf. L'èxit de la saga, amb més de 6,5 milions de còpies venudes mundialment, juntament amb l'aparició del personatge en altres jocs, ha fet de Link un dels personatges de Nintendo més coneguts del món, tant dels seus videojocs com de la companyia en si.
Les seves vestimentes estan basades en les del cèlebre personatge literari Peter Pan de J. M. Barrie, per la fantasia, l'eterna infantesa, la bondat, el coratge, la innocència i el cor pur que representen. Aquesta mena de ganyotes a obres literàries, mitològiques i, fins i tot, religioses són molt abundants a la franquícia The Legend of Zelda.
Una particularitat d'aquest personatge és que existeixen diversos herois amb el mateix nom a tota la sèrie The Legend of Zelda i tenen incomptables característiques comunes cadascun. D'altra banda, segons ho suggereix Ganondorf a The Legend of Zelda: The Wind Waker, també podria tractar-se d'un mateix heroi que reneix una vegada i una altra durant totes les èpoques en què transcorren els jocs, preparat per combatre Ganon.
Equipat amb la llegendària espasa Master Sword (tot i que no sempre és així), posseint la Triforce del Coratge i amb els seus diferents ítems com ara l'Arc, les Bombes, el Bumerang i altres elements típics de Zelda, Link estarà sempre disposat a vèncer i acabar amb el mal que es propaga i s'estén sobre el pacífic Regne d'Hyrule.

## Característiques

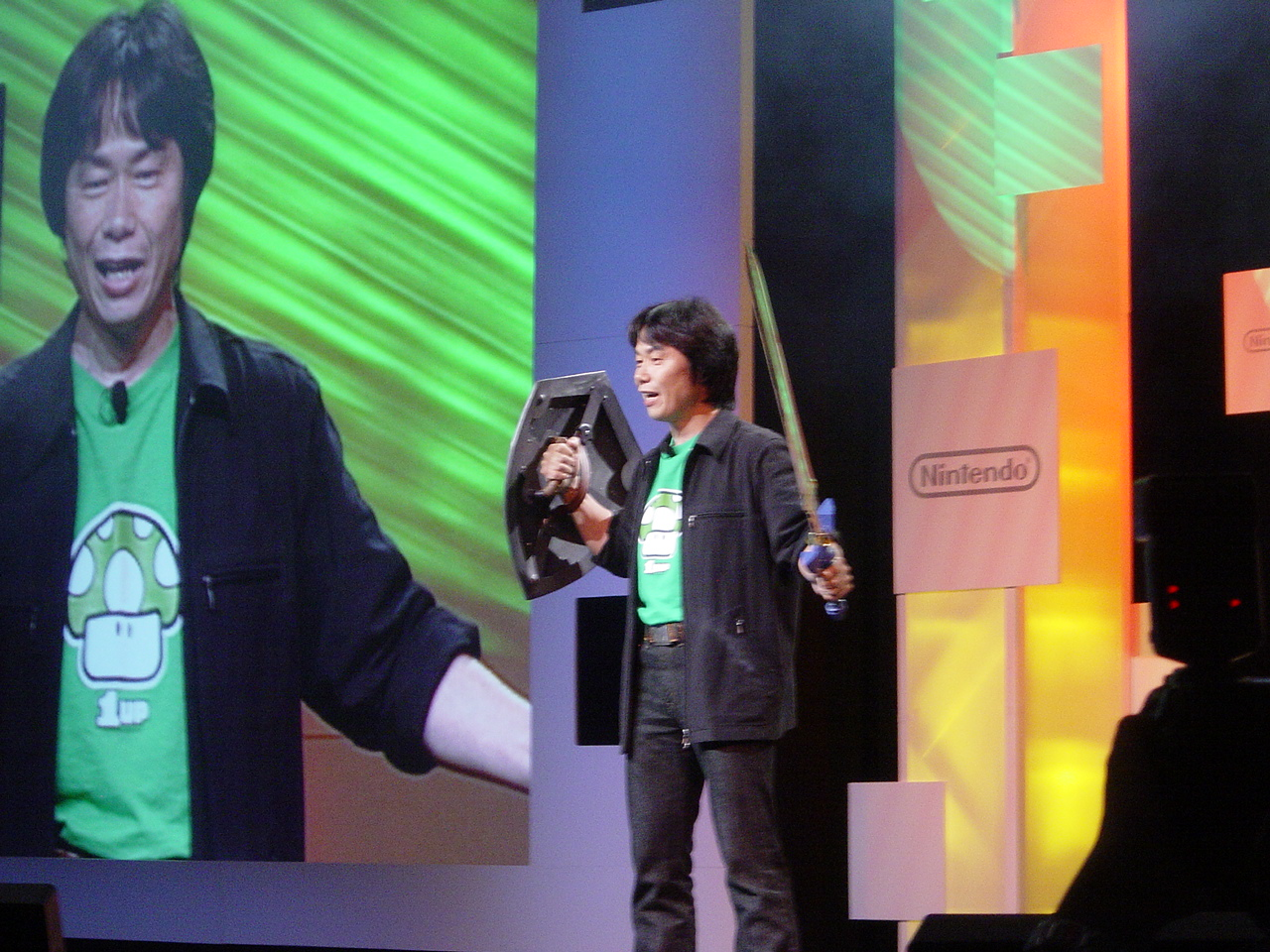
Miyamoto a l'E3 de 2004.

Segons l'Enciclopèdia Oficial de Zelda.com, Link és un personatge honest i humil, però que té una valentia llegendària, un atribut molt concordant amb el seu rol de portador de la Triforce del Coratge. En diversos jocs se li han donat diferents sobrenoms, com ara el Hero of Time en la seva reencarnació en The Legend of Zelda: Ocarina of Time i el Hero of Winds a The Legend of Zelda: The Wind Waker, ja que el seu heroic exemple ha salvat incomptables vides del mal.
El jove Link viu a Hyrule i pertany a la noble raça Hylian, equivalent als humans a la saga Zelda. La seva edat mai no ha excedit dels disset anys en cap dels episodis de la franquícia, tot i que generalment aparenta uns deu o dotze anys. En moltes ocasions ha de deixar la seva llar per combatre amb el malvat Ganon i salvar el Regne d'Hyrule. És el portador de la llegendària Master Sword que utilitza per acabar amb el mal. En Link també té els seus moments de coratge imprudents, com ara les dues vegades que va intentar enfrontar-se a Ganondorf a The Wind Waker i una a Ocarina of Time, sense estar preparat per combatre'l. En Link porta principalment una túnica verda, típica del poble Kokiri, els habitants del bosc. Tot això és una simple referència al conegut conte de Peter Pan. Els habitants d'aquest poble sempre conserven la seva aparença infantil fins a la fi de la seva existència, acompanyats per una fada que els fa de guia.
En alguns lliuraments de la saga utilitza túniques de distints colors (blau per poder capbussar sota l'aigua o vermella per suportar altes temperatures) o simplement apareix vestit d'una manera totalment diferent, com al començament de The Legend of Zelda: The Wind Waker i de The Legend of Zelda: Twilight Princess. Quan el jove està realment llest per convertir-se en heroi i batallar Ganondorf, és quan es posa la seva tradicional vestimenta verda per motius tradicionals o casuals (algunes voltes en Link es posa la roba perquè és una tradició del seu poble, o per simple casualitat, però això ja el marca com heroi), conferint-li a aquesta roba un sentit mitològic i un caire de "predeterminació divina" per qui els vesteix, aspirant a ésser un home valent i ple de coratge.
Els títols dels jocs poden deixar entreveure quelcom de la personalitat d'en Link, però ell mai parla. Els altres personatges amb els quals interacciona contesten a les suposades preguntes que ell fa, però que el jugador mai no llegeix. Shigeru Miyamoto ha reconegut que no vol que en Link parli, ja que no desitja donar-li cap mena de personalitat que no concordi amb el jugador o que pugui no agradar-li. S'estima més que cadascú s'imagini la seva forma de ser, que en Link sigui cada persona o usuari que hi juga en cada joc de la saga.
Link també és esquerrà; es pot notar en molts jocs que empra normalment la mà esquerra, particularment per manejar la seva espasa o l'arma que estigui usant. Shigeru Miyamoto té tendència a fer esquerrans o ambidestres els personatges que crea, encara que a la nova entrega The Legend of Zelda: Twilight Princess, el jugador podrà decidir si serà dretà o esquerrà, amb la finalitat de facilitar-ne el control de l'usuari. Als videojocs, Link demostra excel·lents habilitats físiques, una gran força, resistència i sobretot habilitats amb les armes, particularment amb l'espasa. En diversos jocs fins i tot pot usar màgia i tocar diversos instruments. A l'entrega més recent en 3D, The Legend of Zelda: Twilight Princess, en entrar en diverses àrees del Twilight Realm es transforma en un llop, (un cop aconseguida la Master Sword es pot transformar en llop a voluntat) reflectint els aspectes místics de la transformació i del seu gran heroisme.

### Desenvolupament del personatge
Hi ha hagut unes quantes iteracions d'en Link en la història de Hyrule, segons ha estat confirmat per Miyamoto. L'existència de Links múltiples es fa òbvia en moltes ocasions en els jocs; per exemple, la seqüència d'introducció de The Legend of Zelda: The Wind Waker fa referència a un campió antic, llegendari que és idèntic en aparença a en Link, i s'esmenta directament el "Hero of Time" (un títol donat a en Link a Ocarina of Time) com a persona històrica. Link i la Princesa Zelda són reencarnacions o descendents de les dues mateixes persones. Tanmateix, Ganondorf, l'antagonista principal, és sempre la mateixa persona. Miyamoto ha manifestat "En cada joc de Zelda expliquem una història nova, però en realitat tenim un enorme document que explica com el joc es relaciona amb els altres, i els unim. Ens preocupa més desenvolupar el sistema de joc... donar al jugador nous reptes en cada nou episodi."
En el disseny de Link a The Wind Waker, Miyamoto explicava, que "Link era un noi jove i molt actiu i molt energètic, un noi jove i volia intentar escollir l'estil correcte per retratar el noi jove en un joc, per això provàvem molts experiments diferents". The Wind Waker té lloc amb un Link nou segles després de la victòria de Link a Ocarina of Time. A Twilight Princess no incorpora la idea del Link jove que s'ha de convertir en un Link adolescent o a adult; la idea fou completament descartada.

### Actor de veu
Als jocs en 3D, començant amb l'Ocarina of Time, Link s'expressava amb la veu de quatre actors; Nobuyuki Hiyama per Link adult, Fujiko Takimoto per Link jove, Sachi Matsumoto com Link a The Wind Waker i Akira Sasanuma en Twilight Princess. Com a protagonista del joc de Zelda, cal remarcar que no ha tingut contingut substancial de diàleg; la part consta només de frases curtes, grunys, peticions de batalla, i altres. A The Wind Waker, tanmateix, Link ha estat sentit dient la frase, "Vinga!". La representació de veu en la sèrie s'ha limitat deliberadament per tal de no "contradir les interpretacions individuals dels jugadors del personatge".

## Aparicions d'en Link
Hi ha hagut diversos Link a The Legend of Zelda. Encara que no està totalment definit l'ordre de les encarnacions d'en Link a la sèrie, sí que se sap que el primer Link és el que apareix a The Legend of Zelda: Ocarina of Time, l'anomenat Hero of Time, (Heroi del Temps) tal com s'explica a The Legend of Zelda: The Wind Waker. Després té diversos descendents, però la majoria d'ells no tenen sobrenom. A The Wind Waker, l'heroi reencarnat d'en Link d'Ocarina of Time, el Link que apareix s'anomena Hero of Winds (l' Heroi dels Vents). A Twilight Princess, l'heroi reencarnat del Hero of Time, un poblareny de Ordon, no té un sobrenom específic, tot i que els Light Spirits l'anomenen Hero Chosen by the Gods (Heroi Escollit per les Deesses) o Bèstia d'Ulls Blaus, per la seva transformació en llop en el Twilight Realm de Zant.
En A Link to the Past, a la versió anglesa del joc, Link rep el sobrenom de Hero of Light (l'Heroi de la Llum), per la seva pertinença al Light World (Hyrule) – segons els habitants del Dark World i el Twilight Realm és anomenat així, ja que els seus mons mai no són il·luminats per la llum del sol i són mons plens d'ombres i de foscor, i fins i tot de la maldat que Ganon a estès en aquests dos mons – o en català Món de la Llum. Tot i així, no a totes les versions del joc s'anomena així el protagonista; per exemple, a l'espanyola no se l'anomena mai així.

### Videojocs

#### 1986 - 1997

Link a The Legend of Zelda (1986).

A The Legend of Zelda (1986), Link no és descrit amb detall, simplement ha de salvar la princesa Zelda de les urpes de Ganon. S'explica com el malvat és lliure de nou i Link no té més que un escut per combatre'l, pel que haurà de buscar armes i les peces de la Triforce de la Saviesa. Malgrat ser el primer episodi a sortir a la venda, no és el primer dins de l'ordre cronològic de la saga.
A Zelda II: The Adventure of Link, fa molt temps que el poder de la Triforce es trobava tot en el rei de Hyrule. Quan el rei va morir, l'artefacte va anar al tron on llavors l'hereu no el podia heretar. Abans de morir, el rei li va dir a Zelda on podria trobar les parts de la Triforce. Com la princesa no diria mai aquest secret, un mag la va posar a dormir per sempre i va morir en l'exasperació. Des de llavors, el príncep va dir que totes les seves descendents es dirien Zelda. Milers d'anys després, Impa, la mainadera de la princesa Zelda, condueix a Link (el mateix de l'anterior joc ja amb setze anys) al Castell del Nord de Hyrule, on li explica la història i li dona sis cristalls i alguna cosa escrita en una estranya llengua, però que Link va poder llegir; hauria d'anar a la Vall de la Mort i aconseguir la Triforce del Valor per així salvar la princesa. En despertar-la lluitaria contra Dark Link. Aquest va ser el segon joc de la saga en sortir a la venda, però no era el segon cronològicament.
A The Legend of Zelda: A Link to the Past, Ganon i la seva malvada armada van ser exiliats d'Hyrule. El portal va ser protegit màgicament pels Sages, mentre que la presó de Ganondorf va ser el Dark World. Un dia, el malvat mag Agahnim va aparèixer davant la Cort del Rei d'Hyrule. Va convèncer aquest perquè Ganon pogués tornar a Hyrule. La princesa Zelda, descendent del setè savi, té telepatia i pensa utilitzar-la abans de ser massa tard. L'oncle de Link admet que això està més enllà de les seves possibilitats i li cedeix a Link la seva espasa. L'heroi comença l'aventura buscant tres medallons màgics i tractant de trobar la mítica Master Sword per vèncer a Agahnim. El derrota a l'Hyrule Castle, però Agahnim el transporta al Dark World. Link ha d'entrar al Dark World per salvar set noies desdendents dels Sages atrapades en presons de cristall i també vèncer a Ganondorf. Aleshores, Link derrota de nou Agahnim i finalment derrota el malvat Ganon. Quan Link troba la Triforce i posa les seves mans sobre ella com una persona amb un cor pur i equilibrat, la pau i la prosperitat tornen a Hyrule, i l'Espasa Mestra torna al seu pedestal al més profund dels Lost Woods.
A The Legend of Zelda: Link's Awakening, el primer episodi sobre consola portàtil és el segon a ser centrat al voltant de les aventures l'heroi després de The Adventure of Link. No obstant això, el seu emplaçament al si de la cronologia es torna l'apreciació de la seva edat difícil, fins i tot si es considera generalment que es tracta del mateix personatge que a A Link to the Past. Després de vèncer Ganon, Agahnim i els seus seguidors, Link viatja a alta mar en busca d'aventures. Tanmateix, en una nit de tempesta, naufraga i arriba a Koholint Island. Allí habita el llegendari Wind Fish, un ésser molt poderós i savi de les antiguitats. Tanmateix, aquest estava dormint en un profund somni dintre d'un ou a causa d'unes forces malignes anomenades Shadow Nightmares. Link el combat i s'ha d'enfrontar de nou a antics enemics del passat com a Ganon i Agahnim, produïts pels malsons i records d'en Link sota el poder malvat de les Shadow Nightmares.

#### 1997 - 2002
The Legend of Zelda: Ocarina of Time narra les aventures del primer Link que va combatre el mal, la primera aparició de Ganondorf i com es va complir la llegenda de la Triforce. La història d'en Link en aquest videojoc comença amb la introducció de quan era un petit nen Hylian de deu anys que vivia al Kokiri Forest i estava marginat per ser l'únic noiet de la contrada que no posseïa la seva pròpia fada guardiana. Totes les nits sofria terribles malsons que li feien perdre la son, en els quals veia un immens castell del que escapava una dona amb una misteriosa noia, perseguides per un perillós home d'aspecte malvat. El nen és cridat un matí davant la presència del venerable Deku Tree, que li encomana la missió de partir en una gran aventura i li assignà a la fada Navi com a protectora guardiana.
Després d'arribar a l'Hyrule Castle, Zelda i Link, l'únic que creu en les premonicions de la princesa, s'alien per lluitar contra el despietat Ganondorf, el malvat Líder de les Gerudo que jura falsament lleialtat al King of Hyrule, per evitar que aquest s'apoderi de la Relíquia Sagrada, Triforce. Junts tramen una conspiració para obtenir les tres Spiritual Stones que, junt amb l'Ocarina of Time, són necessàries per obrir les portes del Sacred Realm on es troba la relíquia, i poder tocar-la abans que el malvat, evitant així que la llegenda es compleixi i el Regne d'Hyrule quedi sumit en el caos.

Link, el Hero of Time, lluitant contra Ganondorf, el Great King of Evil en Ocarina of Time.

 Tanmateix, el destí semblava haver decidit que Ganondorf s'apoderés d'ella. Link va obtenir l'Ocarina of Time, el tresor de la Royal Family of Hyrule, i va assistir al Temple of Time. Ja en aquest, Link va trobar la Master Sword, l'arma més poderosa i llegendària d'Hyrule, de la qual es diu que només pot ser usada per algú digne d'ésser un veritable Heroi. Link la treu del Pedestal of Time, i obrí la porta al Sacred Realm, on es trobà la Triforce. Lamentablement, Ganondorf segueix Link, va entrar al Regne Sagrat i obtén la relíquia. Link va quedar atrapat al Sacred Realm durant set anys, ja que estava destinat a ser l’Hero of Time, però era molt jove, de manera que el seu esperit va quedar presoner i el jove heroi es va transformar en un home fort, en el portador de la sagrada Triforce del Coratge i en aquell capaç de viatjar endavant i enrere pel corrent del Riu del Temps gràcies a la Master Sword: l'Hero of Time.
Link va ser aleshores enviat per Rauru, el Sage of Light, a despertar els cinc Sages restants para així salvar Hyrule de les urpes d'en Ganon, l'autoproclamat King of Evil. Link va viatjar per tots els confins d'Hyrule per rescatar els Sages d'Hyrule dels Temples amb èxit. En el seu trajecte va trobar el misteriós Sheik, que va ajudar Link en el seu camí als Temples. Tanmateix, en el seu transcurs, la Princess Zelda, que va resultar ser aquest, va ser segrestada per Ganondorf. Finalment, Link es va endinsar en el seu castell i el va derrotar amb la Master Sword i amb l'ajuda de Zelda i els Sages de Hyrule, tancant-lo al Regne Fosc. La Princesa Zelda va utilitzar l'Ocarina of Time per retornar a Link a la seva època. Link, ara sent un nen altra vegada, torna al Temple of Time, on Navi se separa d'ell. Al final del joc, Link va a veure la jove Zelda, igual que quan es van conèixer per primera vegada.
A The Legend of Zelda: Majora's Mask, el jovenet Link, conegut com el Hero of Time (el mateix que va derrotar Ganondorf a Ocarina of Time) en una època avançada a la seva) emprèn un viatge personal en busca de l'amiga que va perdre en tornar-hi d'aquesta època, Navi, la seva fada guardiana. Mentre emprenia aquest viatge pels Lost Woods, el jove protagonista va ser atacat per l'Skull Kid, posseïda per la malvada Majora's Mask, un poderós artefacte maligne de l'antiguitat, que li va robar l'Ocarina of Time prestada per la Princesa Zelda i va segrestar la seva euga, Epona. Link va haver d'iniciar la persecució per intentar recuperar les seves coses.
Link va perseguir el raptor, quan inexplicablement va caure en un abisme que el va portar a Tèrmina, una dimensió paral·lela d'Hyrule, on el malvat esperit de la Majora's Mask està causant problemes, fent que la Moon caigui sobre la Clock Town, la capital del país, en només tres dies. El jove protagonista, sense poder evitar-ho és transformat en un Deku per la poderosa màgia del maligne artefacte que té l'innocent Skull Kid. Link va cercar l'Ocarina of Time per recuperar el seu aspecte original i retrocedir en el temps per intentar aturar la Màscara malvada d'una vegada per totes, destruint el mal que havia escampat. Així va començar la seva segona aventura com a Hero of Time.
Finalment, va tenir èxit, i va recuperar les seves pertanyences i va viatjar enrere en el temps per cercar els Four Giants per evitar que la Lluna caigués sobre Tèrmina i evitar que la Màscara se sortís amb la seva. Link va emprendre el seu viatge ajudat per Tatl, la fada amiga de l'Skull Kid. Així, junts van viatjar per tot Tèrmina, desfent tot el mal causat per Skull Kid i despertant els Quatre Gegants, un rere l'altre. Finalment, Link els va despertar a tots evitant que la Lluna caigués i va desafiar la malvada Majora Mask. En derrotar-la gràcies a la màscara de la Fierce Deity, Link la va derrotar i destruir. Així va poder salvar Tèrmina, sense sacrificar l'innocent Skull Kid. Tanmateix,, malauradament, no va complir el seu objectiu inicial (que era trobar Navi), i va tornar a Hyrule amb les mans buides i sense haver complert el seu veritable propòsit.
A The Legend of Zelda: Oracle of Seasons, la Triforce envia Link a una missió en una terra llunyana, Holodrum. Link haurà de salvar Din, l'Oracle of Seasons, del malvat General of Darkness, Onox. Onox ha sumit en el caos i la desesperació tot Holodrum, canviant el curs de les estacions. Si Link derrota Onox podrpa restaurar el caos que aquest ha imposat en aquesta pacífica terra. En estar combinat amb The Legend of Zelda: Oracle of Ages, si es completen els dos jocs, s'obtenen claus per seguir el joc i derrotar a Twinrova i a Ganon.
A The Legend of Zelda: Oracle of Ages, Link es troba en altra terra, Labrynna, on és transportat màgicament per la Triforce. Link ha de viatjar pel temps per salvar l'Oracle of Ages, Nayru, el cos de la qual ha estat posseït per Veran, la Sorceress of Darkness. Cal canviar el passat per així canviar el present. En una part de la sèrie, Veran es transfereix al cos de la Reina Ambi perquè tots els súbdits del regne l'obeeixin i així atrapar Nayru, Ralph i Link.

#### 2002 - actualitat

Link a The Wind Waker.

The Legend of Zelda: The Wind Waker comença amb l'aniversari de Link. Aquest veu com l'ocell Hermaroc King, s'endú la seva germana petita. Link viatja amb uns pirates fins a Forsaken Fortress, una illa plena de criatures vils i malvades, on es trobava la seva germana captiva juntament amb altres noies, i el mateix malvat dels mites antics: Ganondorf. Link intenta rescatar-la, però no ho aconsegueix i el malvat ocell el noqueja a alta mar. És socorrit pel King of Red Lions (Mascaró Vermell), un vaixell parlant. Aquest li proporciona la seva ajuda, i li mostra el camí que el duria a la seva victòria amb Ganon, per així no tan sols poder rescatar la seva germana, s'hi no tot el món.
Units així, Link i el Mascaró van partir fins a la Dragon Roost Island, on trobarien un dels orbes necessaris per dur-lo al poder necessari per derrotar Ganondorf. Allí conegué Medli. Derrota el mal que amenaçava l'illa (Gohma) i el drac Valoo, i aconsegueix la Din's Pearl i avança en el seu viatge: Forest Haven Island. Allí ha de rescatar Makar a petició del Venerable Deku Tree (Arbre Deku en català). Un cop destruït el mal de l'illa (Kalle Demos), que amenaçava la Forest Haven Island, Link aconsegueix rescatar Makar i obté la Farore's Pearl.
Link i ell prossegueixen a l'últim orbe, en mans del venerable Jabun, i viatgen a l'illa de Greatfish Island, però aquesta ha sigut atacada per Ganondorf, i viatjaren fins a l'Outset Island, per aconseguir la Nayru's Pearl, l'últim orbe. Després depositaren els orbes a les illes Triangle Islands, a les estàtues corresponents, per fer sorgir la Tower of the Gods (Torre dels Déus) del mar. Allí Link combat la prova final de les Deesses (Godhan), i el derrota, obrint en camí sota els peus de la torre, el camí fins a la Hyrule submergida. En el Castell d'Hyrule, obté l'Espasa Mestra (Master Sword), l'única arma capaç de vèncer Ganon. Així amb aquesta espasa, Link es disposa a derrotar Ganondorf. Viatja a la seva fortalesa, mata el Hermaroc King, el seu ocell gegant i rescata els seus captius i la seva germana. Així Link, tot preparat, es prepara per combatre el malvat amo de l'illa. Tanmateix, Ganon el derrota fàcilment. Quan el malvat tirà està a punt de donar-li mort, Tetra apareix per ajudar-lo, però Ganon també la derrota. I a més, aquest descobrí la seva identitat.
Per sort foren rescatats per Valoo, viatjant a la Hyrule submergida. Allí conegueren la veritable identitat del Mascaró Vermell: el Rei Daphnes Nohansen Hyrule; que demostra la identitat veritable de Tetra, Zelda, i es transformà en aquesta. El Rei explica a Link que per recuperar el poder de la Master Sword havia de trobar els descendents dels Savis que foren assassinats per Ganondorf, i tornar-los als seus temples corresponents perquè aquests poguessin tornar-li el poder a l'Espasa Mestra. Zelda es quedà protegida en el Castell. Medli i Makar eren els descendents. Així junts aquests tornaren als seus temples, i la Master Sword recuperà el seu poder total; suficient per derrotar Ganondorf, qui havia segrestat a la Princesa Zelda de nou. Així Link es disposà a salvar-la de les urpes de Ganon en el seu cau.
Link penetra en la Ganon's Tower i s'hi enfronta amb aquest. Derrotà la seva marioneta i s'endenta amunt de la seva torre. Allí Ganonforf, tornar a derrotar-lo, i com qué les Triforça dels tres portadors s'havien unit, Ganon demanda el seu desig. Tanmateix, el Rei d'Hyrule fou més ràpid en tocar la Relíquia. Aquest demana un futur pròsper per Link i Zelda, i que Hyrule s'enfonsés amb Ganon. Ganondorf, desesperat i enrabiat, combatí Link i Zelda. Enmig de la inundació, Link i Zelda derrotaren Ganon, i el protagonista l'hi clava la Master Sword en el front, convertint-lo en pedra. Després d'una conversació Link i Zelda varen veure com atònits Hyrule s'enfonsava amb el seu Rei, m'entra ells descendien cap a la superfície. Així units Link i Zelda buscaren un nou lloc per fundar-hi Hyrule...
En The Legend of Zelda: The Minish Cap, Link és un jove amic de la infància de la Princesa Zelda. La història comença quan la princesa va a la seva casa a buscar-lo perquè vagi amb ella a les Parties Minish (Festes Minish). ja que el seu avi li lliura l'Smith Sword perquè l'hi doni al guanyador dels jocs Minish. Link i Zelda van al castell amb el que donen la Cerimònia Real al guanyador dels jocs, ja que el guanyador resulta ser el malvat Vaati. Aquí és quan comença l'aventura de Link, en la qual Vaati transforma a la Princess Zelda en pedra i trenca l'espasa Minish (l'espasa de la qual va ser forjada pels éssers Minish) és quan Link ha de reforjar l'espasa i trencar el malefici de la princesa Zelda. Mentre Link va als Minish Woods és quan coneix a Ezlo (ésser estrany amb forma de capell), Ezlo li conta que alguns troncs poden fer que tingui la grandària del diminut món dels Minish. Amb la seva ajuda Link va recorrent el món dels Minish. És al final del joc, quan es demostra que Ezlo era un Minish, i aquest era mestre de Vaati. Al final Link venç Vaati, quan aquest s'apodera de la Light Force i es converteix en déu.
En el recent The Legend of Zelda: Twilight Princess, Link s'encarna en un jove de disset anys que habità al poble d'Ordon. Educat per ser un bon pagès i tenir cura dels animals, la seva vida rutinària es veurà interrompuda per un dramàtic canvi. La trama de la història comença quan el jove protagonista fou elegit pel seu poble per assistir al Hyrule Castle per entregar un important obsequi a la Royal Family. Tanmateix, en iniciar la seu camí cercant la seva missió, Link no és conscient del fosc destí que caurà sobre el seu regne...
El dia en què ha de marxar, el seu poblat és atacat per uns genets monstruosos procedents del Farone Woods, més enllà de les fronteres del seu poble. Aquests genets segresten als nens. Link, en veure's compromès, els persegueix endinsant-se al bosc. Tanmateix, quan s'interna enmig dels arbres, nota que l'ambient del bosc canvia... I caigué sobtadament desmaiat, després de transformant-se- en llop. Quan despertà en unes masmorres misterioses, se li presentà Midna, una jove misteriosa que afirmà ser una ésser del Twilight Realm. Aquesta promet ajudar-lo si decideix seguir-la i obeir-la.
Després d'escalar un gran àtic d'un misteriós castell, Midna presentà al jove protagonista a la Princesa Zelda, legítima descendent de la Família Reial d'Hyrule. Aquesta li explicà com les seves terres se estan fusionant amb el més enllà, el Twilight Realm, per obra del seu malvat Rei Zant. Li demana ajuda a Link i Midna per restaurar l'antiga Hyrule, poblada per éssers demoníacs, baix les ordres del Twilight King, dels quals han submergit Hyrule en les Tenebres, sota la llum del Twilight.
Així, units per coincidència, el jove Link i la misteriosa Midna, viatjaren al Twilight Realm, per restaurar-lo i tornar la seva essència als caiguts Light Spirits, protectors del mal d'Hyrule i derrocar al malvat King of Darkness. Tanmateix, per derrotar el tirà i tenir èxit en la seva missió, varen haver de recuperar els fragments d'un antic artefacte malèfic de les antiguitats, la Fused Shadow, custodiats per éssers malignes. Primer netejaren la Regió de Farone del Crepuscle del Twilight Realm. Després, el seu objectiu fou: el primer fragment de la Fused Shadow, que es trobava prop de la casa de Link, a la Regió de Farone, al Forest Temple. Allà Link i Midna derrotaren el mal que el malvat fragment de la maligna màgia havia creat (Diababa, una malvada planta carnívora).
Així derrotat el malvat monstre, Link i la seva acompanyant s'encaminaren al següent zona controlada pel Twilight: la Regió d'Eldin, controlada ara per Zant. Netejaren tota la zona del Crepuscle i s'encaminaren al seu pròxim objectiu el fragment que es trobava en la Death Mountain. Tanmateix, Link abans de poder partir al seu objectiu, es trobà els nens del seu poble segrestats pels monstres que atacaren el seu poble al Kakariko Village. Tanmateix, fou llavors, quan el malvat King Bulblin, un dels seguidors de Zant, atacà Kakariko Village i segrestà Colin. Link lluita contra King Bulblin al Great Bridge of Eldin i el derrotà salvant al seu amic. Així, Link s'enllesteix per poder trobar el fragment de la Fused Shadow, qui havia posseït al líder dels Goron, Darbus. El poden salvar de la seva maledicció i recuperar el segon fragment de l'artefacte. Així retornen la pau absoluta a una altra província de Hyrule. Tanmateix, encara quedava l'última, i la més important, la Regió de Lanyru. La netejaren del Twilight Realm, i així salvaren el món de les mans de Zant.
Ara només quedava aconseguir l'últim fragment de mans de Morpheel. Un cop destruït els Dominis de les Ombres, i recuperat tots els fragments de la Fused Shadow, el jove protagonista i Midna foren derrotats pel mateix Zant, i aquest els robà l'artefacte, i deixa moribunda a Midna. Després de salvar-li la vida a Midna a mans de Zant, i obtenir la Master Sword al Sacred Grove, Link i Midna s'internaren al Arbitrer's Ground Gerudo, per internar-se en el Twilight Realm utilitzant el Mirror of Twilight, i derrotà al tirà. Derrotaren a Stallord ressuscitat per la màgia malvada del mateix Ususrper King en un itent de matar Link. Quan arribaren al cim del Arbiter's Ground, i aconseguiren arribar al Twilight Mirror. Tanmateix, Zant havia trencat el mirall, i havia espargit els seus fragments per tota Hyrule. Així, Link i Midna varen haver de recórrer tota Hyrule per trobar els fragments, endinsar-se al Twilight e intentar derrocar al malvat Twili.
Els Sages del Mirror of Twilight explicaren el màxim culpable de les desgràcies ocasionades per Zant: Ganondorf. Així Link i Midna s'endinsaren a la Snowpeack Mountain, en busca del fragment del mirall. Estava en mans d'una parella de Yetis, qui Link establir amb ells una bona amistat. Link aconseguí derrotar a Yeta posseït pel poder malèfic del Twilight Mirror i aconseguirà els eu primer fragment. Ràpidament cerca el seu segon fragment, que estva al Sacred Grove on aconseguí la Master Sword. Allí derrotar a Armogohma per aconseguir el seu segon fragment del mirall. Tanmateix, aconseguir l'últim fragment implicava viatjar al Cel, a City in the Sky, habitatat dels Oocca.
Després d'incomptables lluites (una contra Argorock, un malvat drac), el jove Link i la Twilight Princess, Midna, quina posició legítima fou usurpada pel malvat Zant, recuperaren els fragments del mirall, entraren al Twilight Realm, i s'endinsaren al Palace of Twilight, l'habitatge del malvat tirà. Finalment, Link derrotà la màgia de Zant, i Midna acabà definitivament amb aquest, acabant amb la seva tirania i recuperant la màgia dels seus ancestres, la Fused Shadow. Tanmateix, el malefici que retenia Midna només es podia derrotant el malvat Ganondorf, l'autor de les desgràcies de la trama i mestre del tirà Twili. El protagonista i la Twili, s'internaren al Hyrule Castle, trencant la barrera que l'envoltava i derrotant les defenses de Ganon, per salvar Zelda de les seves garres. Finalment, varen arribar-hi on es trobarà aquest i el desafiaran. Midna fou derrotada per Ganondorf, mutilant la Fused Shadow, però aquest fou derrotat per Link, clavant-li la Master Sword al ventre. Amb la derrotà del Gerudo, Midna recuperà el seu aspecte original, es acomiadà de Link, i tornà al Crepuscle, trencant el Mirall del Crepuscle, perquè mai més es repetís l'amenaça del Twilight Realm, i algú tornés a inciar una guerra entre els dos mons.
En The Legend of Zelda: Phantom Hourglass, Link haurà de derrotar el malvat Bellum, per així tornar el seu poder al Ocean King, Oshus. Per derrotar-lo ha de tornar el quatre Elements of Time al Phantom Hourglass, i empunyar la Phantom Sword per vèncer Bellum per sempre més. Acompanyant de Ciela, un fada com Navi d’Ocarina of Time, i el mariner Linebeck, Link s'aventurarà en un viatge màgic per vèncer Bellum i salvar Tetra del Ghost Ship del malvat.

### Altres jocs
En Link és un de vuit personatges disponibles al començament del joc de lluita de Nintendo del 1999, Super Smash Bros. Link la seva tradicional túnica de Kokiri verda i el jugador poden triar entre uns quants altres colors de túniques. En té algunes armes del seu arsenal des del Zelda, incloent-hi bombes, bumerang i un hookshot. Link és un dels 14 personatges disponibles des del començament en Super Smash Bros. Melee, la seqüela del 2001 de Super Smash Bros. Melee, té el seu arc a reverència a més a més de l'equip que portava amb ell a l'original Super Smash Bros. També és un personatge jugable, com a personatge secret, Young Link des de gran part dels jocs de la sèrie. Després de la versió de l'Ocarina of Time/Majora Mask de l'heroi en si, Link Jove és més àgil però més dèbil que el Link Adult. Link a més a més, convenia a un dels primers lluitadors confirmats a Super Smash Bros. Brawl per la Wii. La seva aparició i aspecte era influïda pel seu model del personatge de Twilight Princess, com també hi ha en Toon Link, inspirat en el disseny de The Wind Waker.
A la versió de GameCube del Soul Calibur II de Namco, Link apareixia amb l'estil adult com a personatge jugable. Poc es revela sobre l'encarnació Link en aquest joc, però se sap que després de salvar Hyrule d'un mag malvat (possiblement Agahnim) que estava sent controlat per un fragment del Tall de la Vora d'Ànima, continuava buscant-lo per destruir aquesta espasa malvada. Empunyant la Master Sword fora del seu pedestal, començava a viatjar a aquest món per destruir el Tall de la Vora d'Ànima, en una missió secreta arranjada per la Princesa Zelda. Miyamoto no veia cap problema en què Link aparegués al joc, que alguns havien cregut que era un "joc de lluita violent", des que ja se l'havia establert com a lluitador en la Super Smash Bros. games. A Soul Calibur II, Link és l'únic personatge per utilitzar armes extres i l'únic personatge que té el seu propi tema musical i més de dos vestits. Utilitza un cert nombre d'elements de la sèrie Zelda.

### En el Manga
The Legend of Zelda compte amb el seu propi manga, on Link, com en el cas dels videojocs, és el protagonista. El primers mangues publicats al Japó per l'autor Akira Himekawa són: Ocarina of Time, Majora's Mask, Oracle of Seasons, Oracle of Ages, A Link to the Past, Four Swords Adventures i, en un futur no gaire llunyà, Phantom Hourgalass. Ganon, Vaati, Agahnim, Onox, Veran, Majora i Bellum són els antagonistes que surten als diversos mangues corresponen als seus jocs. Hi ha diferències respecte als mangues i els videojocs, però aquestes són mínimes, ja que els mangues són molt fidels als jocs.
En el cas de Link, per exemple al manga de The Triforce of Gods (A Link to the Past), se sap qui eren els pares de Link en aquella època. Se sap que foren traïts per Agahnim i enviats al Dark World pel malvat mag corromput. En aquest cas Agahnim coneixia al pare d'en Link des de la infantesa, i eren els millors amics que mai hi hagués pogut haver, però el malvat Ganon, corrompé el mag. Altres diferències notables serien el cas de The Minish Cap, on Link i Vaati al final del manga s'entenen i es fan bons amics bans d'acomiadar-se.

### Aparicions
En els jocs de SNES, Link fa una aparició a Super Mario RPG: Llegenda de les Set Estrelles on se'l veu dormint en un llit en un alberg. Una altra referència a Link és a la versió japonesa del joc de NES Final Fantasy: Alba d'Ànimes; a Elftown hi ha una tomba marcada "Aquí descansa Link". Apareix a Donkey Kong Country 2: El Kong de Diddy i País de Kong d'Ase 3: El Doble de Dixie Kong Problemes!, amb una referència a la taverna Link d'Awakening. Algunes de les armes de Link i els elements han aparegut en uns quants jocs, com la Master Sword a Final Fantasy: Advance Tactics. A la secció "Neverquest" de The Simpsons Game, Homer Simpson també es vesteix per assemblar-se a Link.

## Reconeixements
El personatge de Link ha estat molt ben rebut pels crítics i admiradors. En els anys 1988 i 1989, els lectors li van atorgar el premi al millor personatge en els Premis Nintendo Power. Va ser també votat pels lectors com el número u i tres en el 1993 i 1994, respectivament, en els Premis Nintendo Power en la categoria del "Millor Heroi". L'any 2005, en el Walk of Game (Passeig del Joc), van guardonar el Lint i el seu creador, Miyamoto, amb l'adhesió d'una rajola d'estrella en el seu honor. Game Informer va atorgar al Link la posició número u de l'"Heroi de 2006". En Link ha aparegut en múltiples ocasions a la pàgina web GameFAQs en la secció la "Batalla de personatges" (Character Battle) i és l'únic personatge que ha vençut més d'una vegada. En el certamen periòdic de "Hero Showdowns" a la pàgina de crítica i notícies de videojocs IGN Entertainment, Link va sortir el favorit per sobre de Cloud Strife l'any 2007.